# 헬레이저: 레버레이션
《헬레이저: 레버레이션》(영어: Hellraiser: Revelations)은 미국에서 제작된 빅토르 가르시아 감독의 2011년 공포 영화이다. 스티븐 브랜드, 닉 에버즈먼 등이 출연하였고, 조엘 스와손 등이 제작에 참여하였다.
헬레이저 시리즈 권리를 계속 확보하기 위해 당장 시리즈 새 작품을 찍어야만 했던 디멘션 필름스에서 몇 주 사이에 만들었다. 급한 제작 과정과 짧은 소요 기간 때문에 시리즈 내내 핀헤드 역으로 나왔던 더그 브래들리가 출연을 거부하였다.
2018년 속편 《헬레이저: 저지먼트》가 출시되었다.

## 줄거리
스티븐과 니코가 집에서 도망쳐 파티를 즐기려고 멕시코로 간 뒤 실종된다. 멕시코 경찰은 부모들에게 스티븐이 실종 전 두 사람의 활동을 찍은 영상과 한 퍼즐 상자를 건넨다.
일 년 뒤 스티븐의 여자 형제이며 니코의 여자친구인 에마는 혼자서만 영상을 보는 어머니에게 영상을 공유할 것을 요구한다. 에마가 영상을 재생하니 스티븐과 니코가 바에서 한 여자애를 꼬시는 장면이 나온다. 회상 장면에서 실은 니코가 바의 화장실에서 관계를 갖다가 이 여자를 살해했으며, 스티븐에게 계속 이 여정을 함께하지 않는다면 그가 범인인 것처럼 몰아가겠다고 협박을 했음이 드러난다. 후에 니코는 한 부랑자에게서 새로운 관능적 경험을 할 수 있게 해준다는 퍼즐을 받는다.
에마가 스티븐의 소지품에서 퍼즐 상자를 찾아내 이를 조작하자 피로 뒤덮힌 스티븐이 나타나 시너바이트가 오고 있다고 경고한다. 에마는 퍼즐 상자를 다시 만지작거리다가 성적으로 흥분해 니코의 아버지를 유혹하려고 하다가 스티븐과 대화 끝에 입을 맞추게 된다. 그러나 스티븐이 가슴을 만진 순간 에마는 난도질된 몸과 사슬의 환각을 본다. 곧 니코의 아버지가 일전의 부랑자에게 살해되고, 스티븐은 산탄총으로 자신의 아버지를 쏜 뒤 모두에게 총을 겨눈다.
또 다른 회상 장면에서 니코가 퍼즐을 풀어 시너바이트 영역과 통하는 문을 열었음이 드러난다. 스티븐은 도망쳤지만 니코는 시너바이트 영역으로 넘어가 고문과 신체 훼손을 당했다. 후에 스티븐이 매춘부와 거친 성관계를 갖던 중 근처에 있던 퍼즐 상자를 통해 니코가 교신을 시도해 스티븐에게 매춘부를 죽여 자신이 지옥에서 탈출할 수 있게 해달라고 설득했고, 스티븐이 그렇게 하자 니코가 피부가 없고 쇠약해진 모습으로 나타났다. 니코의 재생을 위해 스티븐은 매춘부를 몇 더 죽였지만 니코의 피부는 다시 돋아나지 않았고, 스티븐이 더 이상의 살인을 주저하자 니코는 스티븐을 죽이고 그의 거죽을 덮어썼다. 죽어가던 스티븐은 퍼즐로 시너바이트들과 접촉했고, 복수를 위해 그들의 일원이 되었다. 즉 현재 가족들을 인질로 삼은 스티븐은 스티븐의 탈을 쓴 니코였던 것이다.
니코는 자신과 스티븐이 집에서 도망쳤던 이유는 스티븐의 아버지와 니코의 어머니가 불륜 관계인 것에 분노했기 때문이라고 말한다. 니코는 에마가 시너바이트 영역에서 자신의 자리를 대신하게 하고 본인은 자유의 몸이 되려고 에마에게 퍼즐을 풀게 한다. 그렇게 소환된 시너바이트들 중에는 스티븐도 포함돼 있다. 시너바이트들은 니코의 어머니가 주제넘게 말을 하자 죽여 버린다. 니코는 자신의 자리에 에마를 데려가라고 흥정을 하지만 핀헤드는 에마의 어두운 성적 욕망을 높이 사며 에마를 내버려 두고 그대로 니코를 데려가기로 한다.
그러나 이때 죽어가던 에마의 아버지가 복수로 니코를 쏴 죽이자 시너바이트들은 대신 에마의 어머니를 데려간다. 에마의 아버지는 에마에게 용서를 구하며 사망한다. 홀로 남은 에마는 퍼즐 상자에 손을 뻗는다.

## 출연진
- 스티븐 브랜드
- 스테펀 스미스 콜린스
  - 프레드 태터쇼어
- 닉 에버즈먼
- 트레이시 페어러웨이
- 세바스티앵 로베르츠
- 자니 판헤테렌
- 제이 길레스피

## 기타 제작진
- 라인 제작: 킴벌리 L. 오글트리
- 배역: 모니카 미컬슨
- 미술: 에르만노 디페보오르시니
- 세트: 마리나 스타르제치